# Argumento de una función
En matemáticas, un argumento de una función es un valor proporcionado para obtener el resultado de la mencionada función. También se denomina variable independiente.
Por ejemplo, la función binaria {\displaystyle f(x,y)=x^{2}+y^{2}} tiene dos argumentos, {\displaystyle x} e {\displaystyle y}, según un par ordenado {\displaystyle (x,y)}. La función hipergeométrica es un ejemplo de una función de cuatro argumentos. El número de argumentos que toma una función se llama aridad de la función. Una función que toma un único argumento como entrada, como por ejemplo {\displaystyle f(x)=x^{2}}, se llama función unaria. Se considera que una función de dos o más variables tiene un dominio que consta de pares ordenados o tuplas de valores de argumentos. El argumento de una función trigonométrica es un ángulo. El argumento de una función hiperbólica es un ángulo hiperbólico.
Una función matemática tiene uno o más argumentos en forma de variables independientes designadas en la definición, que también pueden contener parámetros. Las variables independientes se mencionan en la lista de argumentos que toma la función, mientras que los parámetros no. Por ejemplo, en el caso del logaritmo {\displaystyle f(x)=\log _{b}(x),} la base {\displaystyle b} se considera un parámetro.
A veces, se pueden utilizar subíndices para indicar argumentos. Por ejemplo, se pueden usar subíndices para indicar los argumentos con respecto a los cuales se toman las derivadas parciales.
El uso del término argumento en este sentido se desarrolló a partir de la astronomía, que históricamente utilizó tablas para determinar las posiciones espaciales de los planetas a partir de sus posiciones en el cielo (efemérides). Estas tablas estaban organizadas según ángulos medidos llamados argumentos, literalmente "aquello que dilucida algo más".